# Красний Яр (Калінінградська область)
Красний Яр (рос. Красный Яр) — селище Гвардійського міського округу, Калінінградської області Росії. Входить до складу Зоринського сільського поселення.
Населення —  281 особа (2015 рік). 

## Населення
| 2002 | 2010 |
| ---- | ---- |
| 315  | ↘281 |